# Шуделька (деревня)
Шуделька — исчезнувшая деревня в Колпашевском районе Томской области. На момент упразднения входила в состав Инкинского сельсовета. Упразднена в 1972 году.

## География
Деревня располагалась на правом берегу реки Шуделька, в 66 км (по прямой) к юго-западу от села Инкино.

## История
Деревня была основана в 1918 г. До 1925 года входила в состав Парабельского района. В 1928 году деревня состояла из 28 хозяйств. В административном отношении входила в состав Инковского сельсовета Колпашевского района Томского округа Сибирского края.
В 1930-е годов в деревне располагалась Шудельская поселковая комендатура, в подчинении которой находились близлежащие спецпосёлки.
С 1942 по 1954 года центр Шудельского сельсовета.
Решением № 186 Томского облисполкома от 20 июля 1972 г. деревня Шуделька исключена из учётных данных.

## Население
| 1926 | 1939 | 1952 | 1959 | 1970 |
| ---- | ---- | ---- | ---- | ---- |
| 142  | ↘141 | ↘108 | ↘0   | →0   |

В 1926 году основным населением деревни были русские.